# 포춘 (1975년 영화)
《포춘》(영어: The Fortune)은 미국에서 제작된 마이크 니컬스 감독의 1975년 블랙 코미디 영화이다. 잭 니컬슨, 워런 비티, 스토커드 채닝 등이 출연하였고, 돈 데블린 등이 제작에 참여하였다.

## 출연진
- 잭 니컬슨
- 워런 비티
- 스토커드 채닝
- 플로렌스 스탠리
- 리처드 B. 슐
- 존 피들러
- 스캣맨 크로더스
- 이언 울프
- 더브 테일러
- 크리스토퍼 게스트

## 기타 제작진
- 미술: 리처드 실버트
- 의상: 앤시아 실버트